# Мулен-ан-Бессен
Мулен-ан-Бессен (фр. Moulins en Bessin) — муніципалітет у Франції, у регіоні Нижня Нормандія, департамент Кальвадос. Мулен-ан-Бессен утворено 1-1-2017 шляхом злиття муніципалітетів Кулон, Кюллі, Мартраньї i Рюкевіль. Адміністративним центром муніципалітету є Мартраньї. Населення — 1088 осіб (01.01.2021).